# Твердофазная экстракция
Твердофазная экстракция, ТФЭ — разделение твердофазных смесей с использованием твёрдых сорбентов. В аналитической химии используется для пробоподготовки. Целевое вещество для анализа (аналит) сорбируется из матрицы и вымывается растворителями (экстрагируется). ТФЭ сокращает время пробоподготовки, уменьшает расход растворителей и поднимает точность анализа.
Основные цели ТФЭ:
- очистка пробы от нежелательных примесей,
- концентрирование компонентов пробы,
- перевод компонентов пробы на другую матрицу.

Основные методы ТФЭ:
- Одностадийная очистка, когда все нежелательные компоненты пробы собираются на сорбенте, а аналит собирается.
- Двухстадийная очистка и концентрирование, когда проба наносится на патрон вместе с нежелательными примесями, а потом с помощью более сильного элюента смывается аналит. Все нежелательные примеси остаются на сорбенте.
- Трёхстадийная очистка и концентрирование: на первом этапе все компоненты наносятся на патрон, на втором смываются лёгкие нежелательные компоненты, на третьем смывается аналит. Все тяжёлые нежелательные примеси остаются на сорбенте.

Для твердофазной экстракции (ТФЭ) используют специальные камеры твердофазной экстракции. Как правило, это вакуумные камеры, хотя используется и ТФЭ под повышенным давлением.